# Hypanis Vallis
Hypanis Vallis é um vale medindo 270 km de extensão em Xanthe Terra, em Marte a 11ºN, 314ºE. Esta área aparenta ter sido esculpida por um curso d'água duradouro, havendo um delta fluvial considerável em sua terminação nas terras baixas.

## Mars Science Laboratory
Hypanis Vallis, no quadrângulo de Lunae Palus, foi um dos primeiros sítios propostos como local de aterrissagem da Mars Science Laboratory. Porém, o local não foi selecionado entre os favoritos. O propósito da Mars Science Laboratory é procurar por antigos sinais de vida. Espera-se que uma missão posterior possa então retornar com amostras dos sítios identificados como prováveis locais contendo vestígios de vida. Para que a sonda possa vir ao solo com segurança um é necessário um disco achatado na superfície medindo 19,3 km. Geólogos esperam examinar lugares onde a água formara lagoas.  A intenção é examinar camadas sedimentares.